# Sainte-Marie-aux-Mines

Sainte-Marie-aux-Mines este o comună în departamentul Haut-Rhin din estul Franței. În 2009 avea o populație de 5.541 de locuitori.

## Evoluția populației
| An        | 1975  | 1982  | 1990  | 1999  | 2006  | 2009  |
| --------- | ----- | ----- | ----- | ----- | ----- | ----- |
| Populație | 6.703 | 6.358 | 5.767 | 5.816 | 5.604 | 5.541 |